# Ответная марка

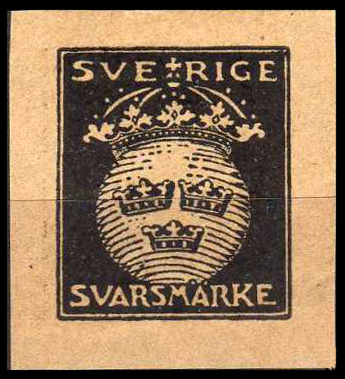
Ответная марка для воинских писем, Швеция, 1929

Ответная марка — вид почтовых марок, которые выдаются определенной категории лиц, чаще всего военнослужащим, для пересылки их адресатам для того, чтобы те могли оплатить такими марками свои письма, посылаемые в ответ. Необходимость в ответных марках возникает в случае ограничения числа почтовых отправлений.

## Швеция
В Швеции с 1929 года по 1951 год выпускались ответные марки военной почты (швед. Svarsmärken från militärbrev). Военнослужащим этой страны для почтовой переписки с родными еженедельно выдавалось по одному специальному конверту. На клапане таких конвертов была заранее напечатана почтовая марка для ответа. Получив такое письмо от военнослужащего, адресат вырезал такую ответную марку и наклеивал её на конверт со своим ответом, после чего пересылка почтового отправления осуществлялась почтовым ведомством бесплатно.